# Jolanda Egger
Jolanda Egger (n. 8 ianuarie 1960, Luzern, cantonul Lucerna, Elveția) este o actriță, fotomodel și pilot de curse din Elveția.

## Date biografice
În noiembrie 1980 candidează în Tokio pentru titlul Miss International  după ce a a ajuns în prealabil în finala concursului Miss Elveția. Jolanda Egger va ajunge în semifinale în 1981 la un concurs de frumusețe pentru titlul de Miss Europe din Birmingham. În anul 1983 se lasă fotografiată pentru o revistă playboy. Pe la mijlocul anului 1980 se căsătorește cu fostul pilot de formula 1 Marc Surer, de care ulterior va divorța. În timpul cât era căsătorită cu Marc, va participa la concursuri sub numele "Jolanda Surer".